# 輩行字
輩行字（はいこうじ）とは、中華圏の名のつけ方の慣行で、同じ宗族の世代ごとに、名（諱）に特定の漢字を使うことをいう。漢字そのものを共通にするのではなく、同一の偏旁を用いることもある。
名称は一定せず、字輩など、さまざまな呼び方がある。朝鮮語では行列字（항렬자）またはトルリムチャ（돌림자）と呼ばれる。

## 概要
儒教社会では世代の尊卑が重要であり、年下であっても自分より上の世代の人間には敬意を表す必要があるし、呼び方も変わる。自分の属する世代（輩分・輩行）を示す輩行字は世代をはっきり示す意味がある。
一般に、輩行字に何を使うかは親が決めるのではなく宗族の会合によって決定・維持され、族譜に記される。記憶を容易にするために詩の形式になっていることが多い。
移住によって輩行字が分裂する場合もある一方、分岐した輩行字の統合が行われることがある。
伝統的に族譜に記されるのは男性のみのため、輩行字を用いるのも男性に限られるのが原則だが、女性が輩行字を用いることもある。
本名と別に、譜名という族譜に載せるための専用の名を持っていることも多い。この場合は譜名に輩行字が用いられる。

## 例
韶山毛氏は族譜によると明初の毛太華を始祖とし、輩行字には「立顕栄朝士 文方運際祥 祖恩貽沢遠 世代永承昌」という詩を使用する。
毛恩普 - 毛貽昌 - 毛沢東
はいずれもこれに従ってつけられている。毛沢東の子である毛岸英・毛岸青は字が合わないが、族譜の上では毛遠仁・毛遠義の名になっている。毛沢東の甥毛遠新や弟の毛沢民の娘の毛遠志では、遠の字を使っている。

## 歴史
兄弟が同じ偏旁を使うことは、後漢末に劉表の2人の子（劉琦・劉琮）が王偏を共有しており、早い例として見える。いっぽう兄弟が同じ字を使うことは、二文字の名が古くは珍しかったことから偏旁の共有より遅く、東晋の孝武帝の子の徳宗（安帝）・徳文（恭帝）に例がみえる。南朝宋の劉裕の子の名はすべて「義」ではじまる。
古くはあまり厳格なものではなく、たとえば唐の高祖李淵の子には多くが「元」字がついているが、李建成や李世民はそうでない。時代が下がって宋の王室になるとより規則的に輩行字が使われ、趙匡胤の世代では「匡」字が、その次の世代では「徳」字が共用されている（後に忌諱によって改名したためにわかりにくくなっている）。
明の朱元璋は洪武22年（1389年）に、24人の子のそれぞれと兄の靖江王朱守謙の子に対して20世代までの輩行字を与え、さらに輩行字以外のもう一つの字は五行相生の順に従って木部・火部・土部・金部・水部の偏旁をつけなければならないとした。
朱棣 - 朱高熾 - 朱瞻基 - 朱祁鎮・朱祁鈺 - 朱見深 - 朱祐樘 - 朱厚㷖・朱厚熜 - 朱載坖 - 朱翊鈞 - 朱常洛 - 朱由校・朱由検
文化大革命では多くの族譜が焼きすてられ、輩行字に従わない命名がされる傾向が強まったが、それでも輩行字を使用することが多かった。

## 中国以外の輩行字

### 日本
日本でも平安時代前半に、兄弟で同じ字を使おうとする傾向があった。たとえば嵯峨天皇の子は「良」を、醍醐天皇の子は「明」を、一条天皇の子は「敦」をそれぞれ共有している。しかし、後にはむしろ世代を越えて同一の漢字を共有することが行われた（皇族男子の「仁」、女子の「子」、織田氏男子の「信」、徳川氏男子の「家」）。これを通字（とおりじ）、あるいは「系字（けいじ）」と呼ぶ。

### 朝鮮
朝鮮では行列字（ハンニョルチャ、항렬자）またはトルリムチャ（돌림자）と呼ぶ。中国のものと基本的に同じであるが、名の一字目と二字目のどちらを輩行字とするかがあらかじめ決まっている。またどのような法則で字を選ぶかが宗族によって決まっており、たとえば金海金氏では派によって使う字が違うが、いずれも五行相生の順に従って、木部・火部・土部・金部・水部の字が順に使われる（柱〈木〉→炳〈火〉→圭〈土〉→錫〈金〉→洙〈水〉→東〈木〉など）。また、安東権氏では一から十の漢数字の順で（泰〈三〉→寧〈四〉→五→赫〈六〉→純〈七〉→容〈八〉など）、漢陽趙氏では十干の字が使われる（鍾○〈甲〉→○元〈乙〉→炳○〈丙〉→○行〈丁〉→成○〈戊〉→○熙〈己〉など）。
同じ行列字の入った名前は1文字だけが違うため、多く出現すると紛らわしくなることもある。例えば南陽洪氏のある世代は「杓」の行列字を使うが、2018年時点の韓国の政界で「洪◯杓」という名前を持つ政治家は洪準杓、洪永杓、洪文杓、洪日杓、洪翼杓、洪長杓の6人がいたため、兄弟だと誤解されたこともある。なお、このうち洪文杓と洪日杓は8親等の親族だが、他の人物は明確な親戚関係を持たない。
一部の人は戸籍または住民登録上の本名に行列字が入っていないが、族譜の編成上、行列字が入った族譜名という別の名前で登録される場合が多い。

### 琉球
琉球王国の唐名でも輩行字は使われた。たとえば蔡温の兄は蔡淵で、おなじさんずいを部首として名に使っている。その父は蔡鐸であり、金へんの字を使っているが、これは輩行字が木→火→土→金→水という五行相生の順に従っているためである。

### ベトナム
現在のベトナム人男性では姓に続く1文字は親子で共有されるものであり、輩行字ではない。ただし、阮朝の皇族は、本来の姓である「阮」のほかに通り字として「福」を加えた「阮福」を姓のように扱い、かつ名の1文字目に輩行字を使っていた（したがって姓名が4文字になっていた）。